# SN 1999bt
SN 1999bt – supernowa typu Ia odkryta 9 kwietnia 1999 roku w galaktyce A171137+7225. W momencie odkrycia miała maksymalną jasność 17,00m.